# جایزه بزرگ موناکو ۱۹۵۰
جایزه بزرگ موناکو ۱۹۵۰ (انگلیسی: ‎1950 Monaco Grand Prix‎) یک مسابقهٔ موتوری در رشتهٔ اتومبیل‌رانی فرمول یک بود که در تاریخ ۲۱ مهٔ ۱۹۵۰ در پیست موناکو واقع در مونت‌کارلو، موناکو برگزار شد. این گراند پری در میان ۷ گراند پری در فصل ۱۹۵۰، مسابقهٔ شمارهٔ ۲ بود.
در این مسابقه که در ۱۰۰ دور و به مسافت ۳۱۸٫۱ کیلومتر (۱۹۷٫۶۵۸ مایل) برگزار شد، پول پوزیشن توسط خوان مانوئل فانخیو کسب شد و سریع‌ترین زمان برای طی یک دور پیست که برابر با ۱:۵۱٫۰ بود نیز توسط خوان مانوئل فانخیو به ثبت رسید.
خوان مانوئل فانخیو از تیم آلفا رومئو، آلبرتو اسکاری از تیم فراری و لوییس شیرون از تیم مازراتی به‌ترتیب مقام‌های اول تا سوم مسابقه را کسب کردند.

## رده‌بندی قهرمانی پس از مسابقه
| رده‌بندی قهرمانی رانندگان \| \| جایگاه \| راننده \| امتیاز \| \| -------- \| ------ \| ------------------ \| ------ \| \| \| ۱ \| جوزپه فارینا \| ۹ \| \| ۱۱ \| ۲ \| خوان مانوئل فانخیو \| ۹ \| \| ۱ \| ۳ \| لوئیجی فاجولی \| ۶ \| \| ۱۸ \| ۴ \| آلبرتو اسکاری \| ۶ \| \| ۸ \| ۵ \| لوییس شیرون \| ۴ \| \| منبع:[۱] \| \| \| \| |        |                    |        |
| | جایگاه | راننده             | امتیاز |
| | ۱      | جوزپه فارینا       | ۹      |
| ۱۱ | ۲      | خوان مانوئل فانخیو | ۹      |
| ۱ | ۳      | لوئیجی فاجولی      | ۶      |
| ۱۸ | ۴      | آلبرتو اسکاری      | ۶      |
| ۸ | ۵      | لوییس شیرون        | ۴      |
| منبع: |        |                    |        |

یادداشت
- تنها پنج جایگاه نخست از هر رده‌بندی نمایش داده شده‌است.